# インディアナ大学-パデュー大学インディアナポリス校
インディアナ大学-パデュー大学インディアナポリス校
| 創立年   | 1969年                                         |
| 学校種別 | 州立、共学                                     |
| 総長     | Nasser H. Paydar                               |
| 位置     | アメリカ合衆国インディアナ州インディアナポリス |
| 生徒数   | 学部生20,441人 大学院生8,171人                 |
| 教員数   | 1,758人                                        |
| HP       |                                                |

インディアナ大学-パデュー大学インディアナポリス校（インディアナだいがく-パデューだいがくインディアナポリスこう、Indiana University-Purdue University Indianapolis）は、アメリカ合衆国インディアナ州インディアナポリスにあるインディアナ大学システムの地域校である。略称は「IUPUI」（アイユーピーユーアイ）。キャンパスはダウンタウンの西隣、ホワイト川の河畔に広がっている。同学は1969年、インディアナ大学とパデュー大学がそれぞれ別個に置いていたインディアナポリス校を合併してできた都市型州立研究大学である。同学は17の学部を有し、学部生約20,000人、大学院生約8,000人の学生を抱えている。また、同学のキャンパス内には、インディアナ大学の医学部、および歯学部の本部も置かれている。加えて、インディアナ大学に2つあるロー・スクールの1つで、2011年に地元銀行家・弁護士のロバート・H・マッキニーから数百万ドルにのぼる寄付を受けてその名を冠したロバート・H・マッキニー法科大学院も同学に置かれている。IUPUIは、USニューズ&ワールド・レポートの大学ランキングでは、全米の総合大学の中で上位200位以内に入る評価を受けている。

## 歴史
IUPUIは1969年にIU School of MedicineやIU School of Lawを始めとする学部が1つの大学に合併する形で創設された。創設当初はインディアナポリスのダウンタウンに散らばる形で存在していたが、ダウンタウン西部のIU School of Medicineを中心に学部が集められ、現在のキャンパスの原型となった。キャンパス内には5つの病院と1つのホテルが存在する。

## 学科・学部
200以上の専攻プログラムがあり、授業の75%以上は25人以下の少数クラスである。科学学部と工学部はパデュー大学の学部であり、他の学部は全部インディアナ大学の学部である。
- Herron School of Art&Design
- Kelly School of Business
- Community Learning Network
- School of Dentistry
- School of Education
- School of Engineering&Technology
- School of Health and Rehabilitation Sciences
- School of Informatics
- School of Journalism
- Division of Labor Studies
- School of Law
- School of Liberal Arts
- School of Library&Information Science
- School of Medicine
- School of Music
- School of Nursing
- Richard M. Fairbanks School of Public Health
- School of Physical Education and Tourism Management
- School of Public and Environmental Affairs
- School of Science
- School of Social Work

## 競技
IUPUIジャガーズはNCAAの男子サッカー、男子バスケットボール、男子ゴルフ、女子テニス、そして女子バレーボールに参加している。NCAAの本部は「NCAAホール・オブ・チャンピオンズ」と共に、IUPUIの南側にある。
プールは世界で最も速い記録が出ることで知られ、頻繁にオリンピック予選が開かれる。